# Perivólion (ort i Grekland)
Perivólion (Perivoli) är en ort i Grekland.   Den ligger i prefekturen Fthiotis och regionen Grekiska fastlandet, i den centrala delen av landet, 170 km nordväst om huvudstaden Aten. Perivólion ligger 580 meter över havet och antalet invånare är 127.
Terrängen runt Perivólion är varierad. Runt Perivólion är det glesbefolkat, med 16 invånare per kvadratkilometer. Närmaste större samhälle är Spercheiáda, 9,0 km norr om Perivólion. I omgivningarna runt Perivólion växer i huvudsak blandskog.